# 北海道道831号上春別別海線
北海道道831号上春別別海線（ほっかいどうどう831ごう かみしゅんべつべっかいせん）は、北海道野付郡別海町内を結ぶ一般道道である。

## 概要

### 路線データ
- 起点：北海道野付郡別海町上春別（北海道道362号西春別春別停車場線交点）
- 終点：北海道野付郡別海町別海（国道243号・北海道道123号別海厚岸線・北海道道449号別海浜中停車場線交点）
- 総距離：12.8 km

## 歴史
- 1974年（昭和49年）3月31日 - 路線認定[1]

## 地理

### 通過する自治体
- 根室振興局
  - 野付郡別海町

### 主な接続道路
別海町
- 北海道道362号西春別春別停車場線 - 上春別（起点）
- 国道243号 - 別海（終点）
- 北海道道123号別海厚岸線 - 別海（終点）
- 北海道道449号別海浜中停車場線 - 別海（終点）